# Чёртовы футболисты
«Чёртовы футболисты» (нем. Teufelskicker) — немецкая комедия 2010 года режиссёра Гранца Хенмана, экранизация романа Фроке Наргана.

## Сюжет
Школьник по имени Мориц сходит с ума по футболу и играет в детской команде, которую тренирует его отец. Но из-за ошибки мальчика команда проигрывает важный матч.
В это же время мать Морица застаёт мужа с секретаршей. Она не может простить измену и уезжает в другой город, забрав сына с собой. Там Мориц пытается попасть в местный футбольный клуб, но ему отказывают. Тогда мальчик решает создать собственную команду. В этом ему помогают новые друзья и одноклассники. Намечается большой турнир, поэтому ребятам необходимо много тренироваться.
Тем временем, их импровизированное футбольное поле, организованное на пустыре, забирают под строительство. Но на помощь приходит дедушка Морица и отдаёт под тренировки супермаркет, где он работает сторожем. По ночам мальчик и его друзья отрабатывают технику среди витрин, эскалаторов и прилавков, чтобы доказать всем: их «Адская команда» — лучшая. Также в мечтах Морица его поддерживают кумиры — футболисты сборной Германии Лукас Подольски и Филипп Лам.
В итоге команда Морица выигрывает турнир. Родители мальчика мирятся, и он возвращается домой.

## В ролях
| Актёр            | Роль           |
| ---------------- | -------------- |
| Генри Хорн       | Мориц          |
| Козима Хенман    | Катрина        |
| Яссин Гурар      | Мехмет         |
| Каан Айдогду     | Энес           |
| Самми Шойритцель | Нико           |
| Дарио Флик       | Алекс          |
| Марвин Шлаттер   | Тень           |
| Бен Бретениц     | Соня           |
| Финн Элерт       | Кудряшка       |
| Тис Элерт        | Энди           |
| Александр Краузе | Консти         |
| Джем Кую         | Тим            |
| Диана Амфт       | мама Морица    |
| Бенно Фюрман     | папа Морица    |
| Райнер Шёне      | дедушка Морица |
| Лукас Подольски  | камео          |
| Филипп Лам       | камео          |